# エッジ・オブ・フォエヴァー
『エッジ・オブ・フォエヴァー』（Edge of Forever）は、アメリカ合衆国のロック・バンド、レーナード・スキナードが1999年に発表した10作目のスタジオ・アルバム。再結成後としては5作目に当たる。

## 背景
本作のレコーディングではケニー・アロノフがドラムスを担当し、後にバンドの正式ドラマーとなるマイケル・カーテロンがパーカッションを演奏した。タイトル曲と「スルー・イット・オール」では、元サバイバーのジム・ピートリックがソングライティングに貢献しており、本作のための曲作りと並行してピートリック、ジョニー・ヴァン・ザント、ロバート・ホワイト・ジョンソンが共作した「Can't Say It Loud Enough」は、後にピートリックのリーダー・バンド「ワールド・ステージ」の曲として発表された。

## 反響・評価
母国アメリカではセールス的に大きな成功を収められず、Billboard 200では最高96位に終わった。本作からのシングル「ワーキン」は『ビルボード』のメインストリーム・ロック・チャートで13位、「プリ―チャー・マン」は同26位に達した。
フィンランドのアルバム・チャートでは5週連続でトップ40入りし、最高19位を記録した。
マイケル・B・スミスはオールミュージックにおいて5点満点中2.5点を付け「メドロックもトマソンも、個性的なギター・サウンドを聴かせてくれる」「レーナード・スキナードは1977年の飛行機事故で終わったと感じる向きも多いが、『エッジ・オブ・フォエヴァー』は、彼らの業績が1999年になっても健在であることを証明している」と評している。

## 収録曲
特記なき楽曲はジョニー・ヴァン・ザント、ゲイリー・ロッシントン、リッキー・メドロック、ヒューイ・トマソンの共作。
1. ワーキン - "Workin'" - 4:53
2. 満月の夜に - "Full Moon Night" - 3:45
3. プリ―チャー・マン - "Preacher Man" - 4:34
4. ミーン・ストリーツ - "Mean Streets" - 4:50
5. 明日の別れ - "Tomorrow's Goodbye" (Johnny Van Zant, Gary Rossington, Rickey Medlocke, Hughie Thomasson, Gary Burr) - 5:07
6. エッジ・オブ・フォエヴァー - "Edge of Forever" (J. Van Zant, R, Medlocke, Jim Peterik) - 4:24
7. ゴーン・フィッシン - "Gone Fishin'" - 4:23
8. スルー・イット・オール - "Through It All" (J. Van Zant, Robert White Johnson, J. Peterik) - 5:29
9. マネー・バック・ギャランティー - "Money Back Guarantee" - 4:02
10. ゲット・イット・ホワイル・ザ・ゲッティング・グッド - "G.W.T.G.G." - 4:04
11. ラフ・アラウンド・ジ・エッジズ - "Rough Around the Edges" - 5:06
12. FLA - "FLA" - 3:55

## 参加ミュージシャン
- ジョニー・ヴァン・ザント - ボーカル
- ゲイリー・ロッシントン - ギター
- リッキー・メドロック - ギター、バックグラウンド・ボーカル
- ヒューイ・トマソン - ギター、バックグラウンド・ボーカル
- ビリー・パウエル - キーボード
- レオン・ウィルクソン - ベース
- ケニー・アロノフ - ドラムス

アディショナル・ミュージシャン
- マイケル・カーテロン - パーカッション
- ビル・クオモ - キーボード
- デイル・クランツ・ロッシントン、キャロル・チェイス、クリス・エディ - バックグラウンド・ボーカル